# Haßlebener Ried
Koordinaten: 51° 7′ 33″ N, 10° 59′ 45″ O
Das Naturschutzgebiet Haßlebener Ried liegt im Landkreis Sömmerda in Thüringen. Es erstreckt sich  nördlich von Haßleben und südlich von Werningshausen. Westlich des Gebietes verläuft die Landesstraße L 2142 und nordwestlich die B 4. Durch das Gebiet hindurch fließt die Schmale Gera, nördlich fließt die Unstrut.

## Bedeutung
Das 57,2 ha große Gebiet mit der NSG-Nr. 60 wurde im Jahr 2003 unter Naturschutz gestellt. 